# 高街 (科隆)

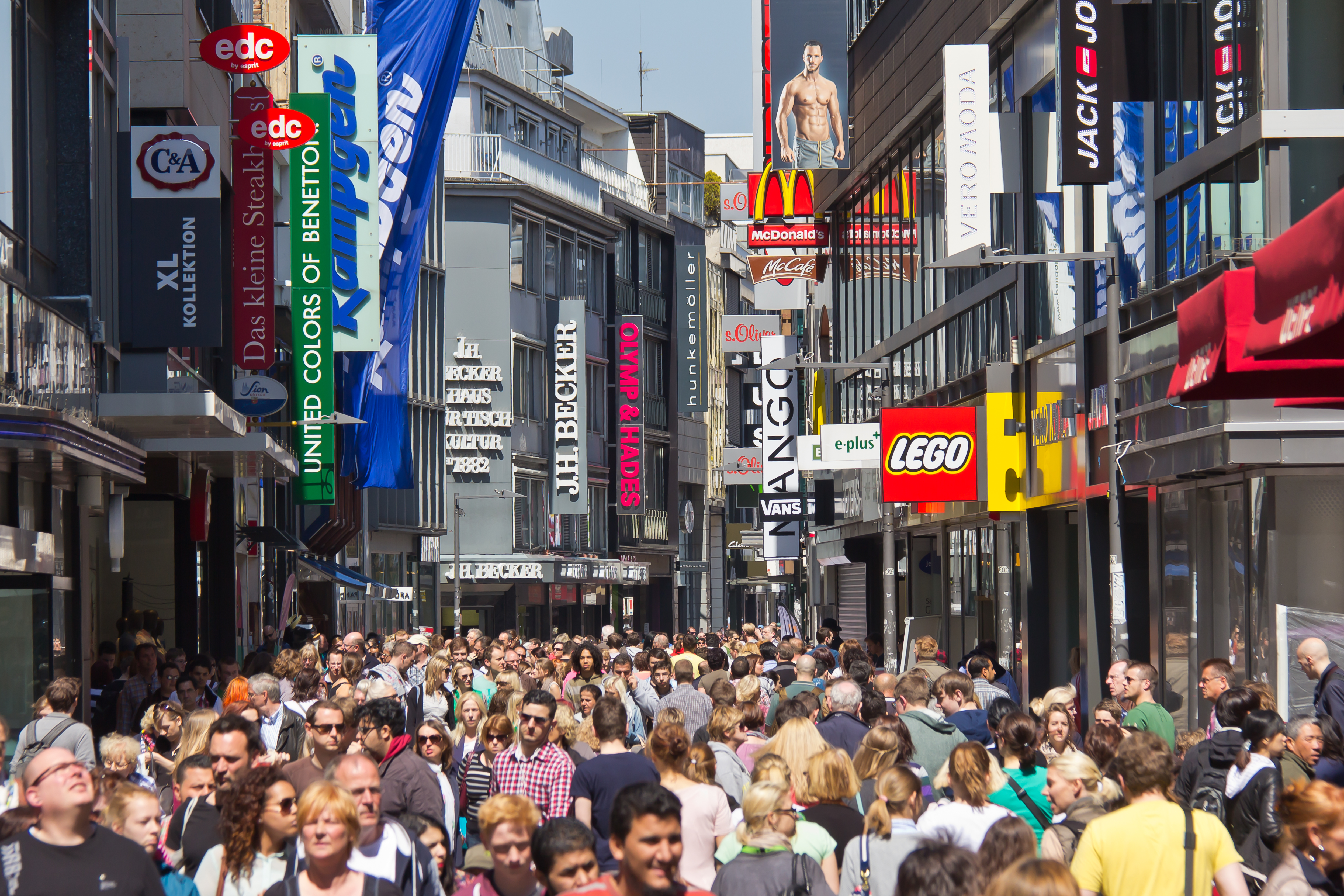
2013年的高街

高街（德语：Hohe Straße）是 德国科隆老城区的一条购物街，该市最古老和最繁忙的街道之一。高街以及许多相邻的支路被指定为行人专用区，长约680米，北端为科隆主教座堂，南端为希尔德街。

## 历史

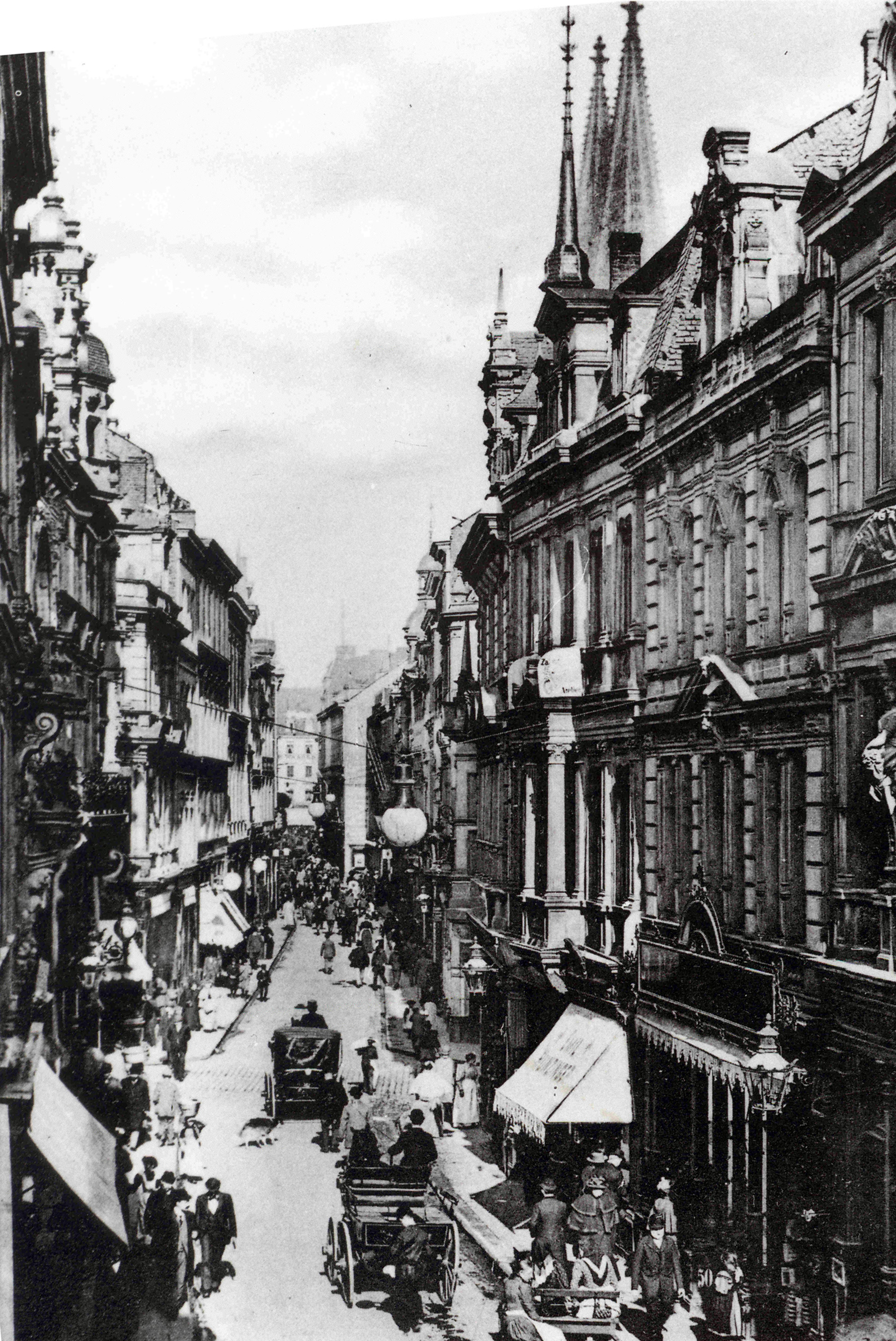
1895年的高街

这条街的历史可以追溯到罗马时代，当时曾是纵贯全城的南北主干道，平行于莱茵河，北到北门（位于今天的主教座堂附近），南到南门（位置靠近今天的卡比托利欧圣玛利亚教堂 - 当年的罗马神庙遗址）。街道两侧林立各种店铺。其中心是当年的广场及重要的建筑物，例如神庙和衙门。两个罗马军团沿街设有兵营，医院，食堂和温泉浴室。
几个世纪以来，这条街保留了其核心功能，但无数次更改了名字，并且几次显著延伸。在中世纪早期，它最初叫石头街（Steinweg）。后来，它的各个段落分别拥有不同的名字。
早在古代后期，衙门旁的该区域发展成为科隆的犹太区。341年的一份文件证明一座早期的犹太会堂的帝国特权。 科隆市政厅至今仍位于此处，其最古老的部分历史可追溯到1330年代。高街的市政厅以北部分成为在1388年新成立的科隆大学的中心。
在科隆并入法兰西第一帝国期间（1795年至1814年），费迪南德·弗朗茨·瓦尔拉夫对科隆所有街道进行调查，并分别命名。这条街就以其最南端的高门（Hohe Pforte）而命名为高街（Hohe Straße）。在19世纪，高街发展成为繁华的购物街，至今仍然如此。高街的商店和客户跨各种类型和年龄。

## 附近的名胜景点
- 科隆主教座堂
- 科隆市政厅
- 科隆考古区
- 应用艺术博物馆
- 香水博物馆
- 圣高隆庞博物馆
- 瓦尔拉夫-理查尔茨博物馆
- 卡比托利欧圣玛利亚教堂